# Илийская полёвка
Илийская полёвка (лат. Microtus ilaeus) — вид грызунов рода серых полёвок.

## Описание
Илийская полёвка имеет относительно крупный размер, с длиной тела, достигающей около 132 мм. Длина хвоста — 28-47 мм, ступни — 15-22 мм. Мех на спине имеет серо-буроватую окраску. Хвост одноцветен, слабо выделяется второй цвет. Подошвенных бугорков — 6. Слабо развиты гребни. Череп несколько меньше размером, но в общем, сходен с черепом M. transcaspicus.

### Размножение
Период размножения может меняться и зависит от условий: в низовьях Сырдарьи имелись находки беременных самок с мая по ноябрь, иногда — до конца ноября. В дельте Амударьи размножение начинается в апреле. В выводке, в среднем, 4 детёныша, но число может варьироваться от 1 до 7. К факторам, влияющим на размножение и численность популяции, относятся сброс воды коллекторами и летние паводки, что приводит к потопам крупных территорий. Помимо этого, значительную роль играют строительство гидростанций и регуляция стока воды Амударьи, в результате которых высыхают многочисленные водоёмы вблизи дельты реки. В XX веке наблюдалось заметное снижение численности M. ilaeus, связанное с опустыниванием южного Приаралья и сокращения лесов и тростниковых зарослей. В Таласском Алатау размножение илийской полёвки происходит круглый год, с помётом из 3-4 детёнышей за год. В засушливых районах возможен летний перерыв в размножении.

## Распространение
Основной ареал вида охватывает Тянь-Шань и Заилийский Алатау, территории Казахстана, Киргизстана и Синьцзян-Уйгурского автономного округа на северо-западе Китая. Также популяции Microtus ilaeus распространены в ряде других регионов Центральной Азии, включая Таджикистан, Узбекистан (Приаралье и низовья Амударьи) и Афганистан.
Илийские полёвки преимущественно населяют леса, кустарниковые степи и различные травянистые сообщества. В низовьях Амударьи предпочитает сырые и влажные участки с густой растительностью. Полёвки также встречались в пустыне Такла-Макан.

## Опасность
Является переносчиком вируса клещевого энцефалита, тем самым представляя угрозу для человека.